# 情慾2重奏
《情慾2重奏》是一部2007年的法-義合拍電影，依據巴爾貝·多爾維利發表於1851年的同名小說改編。艾希亞·阿基多和弗德·艾特羅飾演電影主角，由法國導演凱薩琳·布蕾亞執導，電影入圍2007年坎城影展。

## 主要角色
- 艾希亞·阿基多 飾 薇麗妮
- 弗德·艾特羅（英语：Fu'ad Aït Aattou） 飾 利諾·馬里尼
- 蘿珊·梅斯基達 飾 愛爾嫚
- 蕾雅·瑟杜 飾 歐莉瓦

## 外部連結
- 互联网电影数据库（IMDb）上《情慾2重奏》的资料（英文）
- AllMovie上《情慾2重奏》的资料（英文）
- Box Office Mojo上《情慾2重奏》的資料（英文）
- Yahoo!奇摩電影上《情慾2重奏 （页面存档备份，存于）》的頁面 （繁體中文）
- 開眼電影網上《情慾2重奏 （页面存档备份，存于）》的資料 （繁體中文）
- HKIFF上《情慾2重奏 （页面存档备份，存于）》的頁面 （繁體中文）
- Une vieille maîtresse （页面存档备份，存于） at Films de France
- Cannes Festival press kit